# Max Wozniak
Max Wozniak (Colonia, 22 settembre 1926 – Los Angeles, 7 luglio 2023) è stato un allenatore di calcio e calciatore polacco.

## Biografia
Nato in Germania da famiglia ebraico-polacca. Venne deportato nei campi di concentramento nazisti nel 1939, mentre la sua famiglia, trasferitasi in Polonia, venne deportata in Siberia. Si ricongiunse ai suoi familiari in Polonia al termine del secondo conflitto mondiale. Nel 1956 si trasferì in Israele, tornando successivamente in Polonia e poi nel 1965 lasciò l'Europa per recarsi negli Stati Uniti d'America.

## Carriera

### Calciatore
Formatosi calcisticamente nel club della minoranza ebraica di Colonia, l'Hakoah Köln. Ripresa la carriera agonistica interrotta a causa della sua prigionia nei campi di concentramento nazisti, giocò nello ZKS Cracovia, sodalizio formato da ebrei e russi sopravvissuti ai lager tedeschi. Nel 1956 si trasferì in Israele per giocare nel Hapoel Kfar Saba. Con il club di Kfar Saba ottenne la promozione nella massima serie israeliana nel 1957. La prima stagione in massima serie è chiusa al dodicesimo ed ultimo posto in classifica, posizione bissata l'anno seguente, causando la retrocessione del club in cadetteria.
Tornerà a giocare un incontro nel 1967 con i Los Angeles Toros, da lui allenati, nella NPSL.

### Allenatore
Dopo aver allenato in Germania, Wozniak tornò in Israele per allenare l'Hapoel Herzliya. Nel 1965 si trasferisce negli Stati Uniti d'America dove nel 1967 diventa l'allenatore dei Los Angeles Toros, militante nella neonata NPSL. Con i Toros ottiene il quinto ed ultimo posto della Western Division, non accedendo così alla finale del torneo. Con i Toros giocò anche un incontro, per sostituire il portiere titolare Blagoja Vidinić infortunato.
Terminata l'esperienza con i Toros, Wozniak rimane ad allenare nell'area di Los Angeles. Nel 1972 diventa l'allenatore del Maccabi Los Angeles, con cui vincerà la National Challenge Cup 1973 e la Greater Los Angeles League nel 1974.
Nel 1973 diventa l'allenatore della nazionale di calcio degli Stati Uniti d'America, incarico che lascerà nello stesso anno dopo aver guidato i ragazzi stelle e strisce in un tour europeo.
Concluderà la sua carriera di allenatore alla guida dei Los Angeles Skyhawks nel 1977.

## Palmarès
- National Challenge Cup: 1

Maccabi Los Angeles: 1973
- Greater Los Angeles League: 1

Maccabi Los Angeles: 1974